# France Prešeren
France Prešeren (Vrba, 3 de diciembre de 1800 - Kranj, 8 de febrero de 1849) fue un poeta esloveno. Fue uno de los mayores representantes de la Escuela Romántica en Eslovenia, con unas composiciones apasionadas y sinceras, intensamente emotivas sin caer en el mero sentimentalismo. Sus poemas han sido traducidos a muchos idiomas.
France Prešeren es considerado el principal autor de la poesía eslovena. Aclamado no solo nacional o regionalmente, estuvo presente en el desarrollo de la literatura europea. Prešeren fue y es considerado uno de los mejores románticos europeos.  Escribió la primera balada y la primera poesía épica eslovena. Después de su muerte, se convirtió en el nombre principal del canon literario esloveno.
Unió los motivos de su propio amor infeliz con el de una patria infeliz y subyugada. Especialmente después de la Segunda Guerra Mundial en las tierras eslovenas, uno de los motivos de Prešeren, la "fortuna hostil", ha sido adoptado por los eslovenos como un mito nacional, y se ha descrito a Prešeren como tan omnipresente como el aire en la cultura eslovena.
Prešeren vivió en conflicto con el establecimiento civil y religioso, así como con la burguesía provincial de Ljubljana. Desarrolló alcoholismo grave y trató de suicidarse en al menos dos ocasiones, enfrentó rechazos y vio morir trágicamente a la mayoría de sus amigos más cercanos. Su poesía lírica versaba sobre el amor hacia su patria, la humanidad doliente, así como su amor incumplido hacia su musa, Julija Primic.
Escribió poesía principalmente en esloveno, pero también en alemán. Vivió en Carniola y al principio se consideró carniolano, pero gradualmente adoptó una identidad eslovena más amplia.

## Biografía

### Primeros años y educación

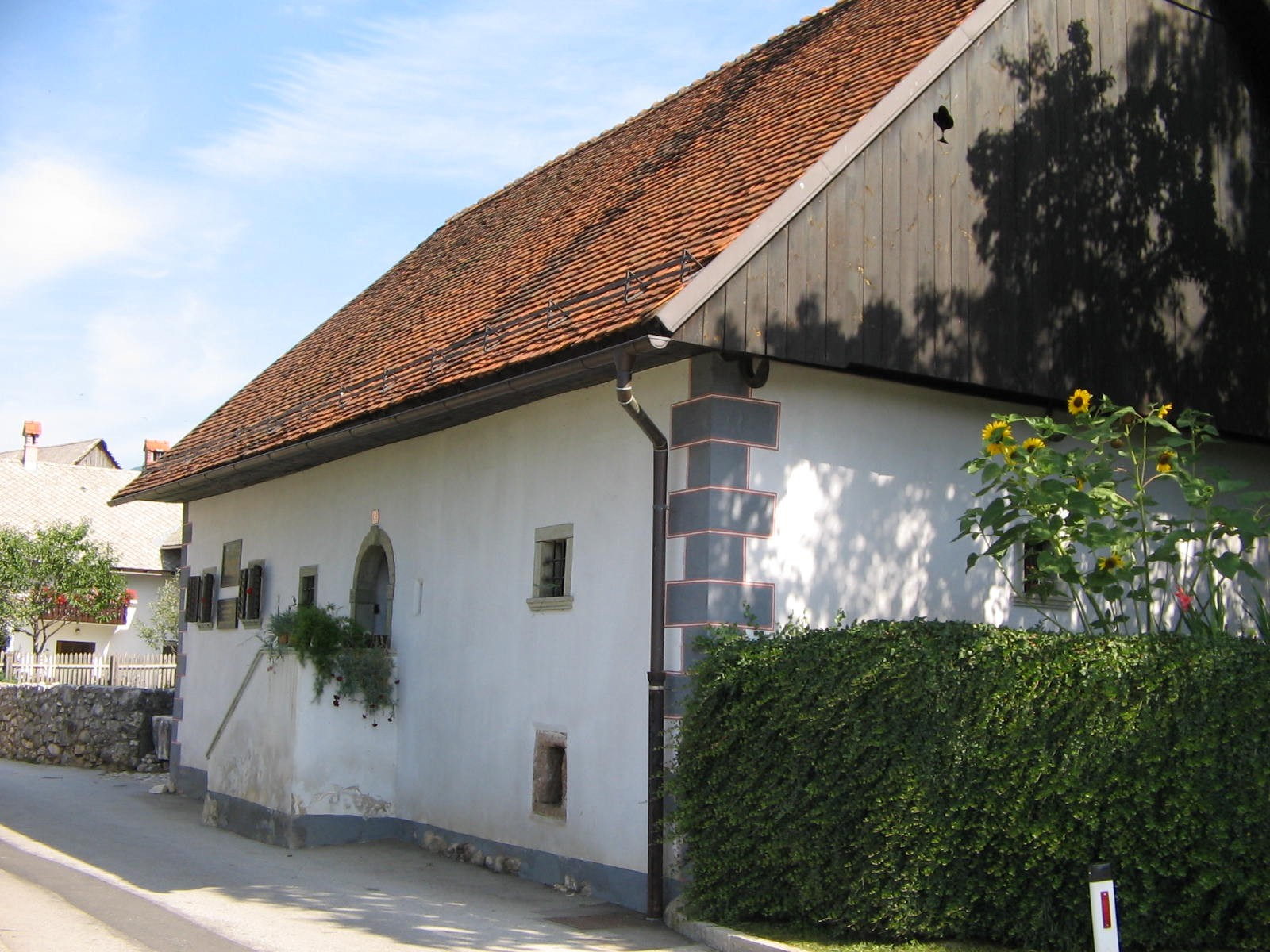
Casa natal de Prešeren y Vrba

Nació en la villa de Vrba, en la región de la Alta Carniola en la actual Eslovenia, que entonces formaba parte del Imperio austrohúngaro, proveniente de una familia campesina. como el tercero de ocho hermanos y el primer hijo de la familia de un granjero acomodado y una madre ambiciosa y mejor educada que enseñó a sus hijos a escribir y leer y pronto los envió con sus tíos, que eran sacerdotes católicos romanos. Su madre deseaba que se ordenara sacerdote, pero nunca entró en el clero. Estudió filosofía y después derecho en la Universidad de Viena, en contra de la voluntad familiar.
A los ocho años fue enviado a las escuelas primarias de Grosuplje y Ribnica, dirigidas por el clero católico romano local. En 1812 se trasladó a Liubliana, capital de la provincia de Carniola, donde estudió en el Gimnasio estatal. Aprendió latín, Griego antiguo y alemán, que era entonces la lengua de la educación, la administración y la alta cultura en la mayoría de áreas habitadas por eslovenos.
En Liubliana, el poeta Valentin Vodnik de Prešeren le animó a desarrollar sus habilidades literarias en esloveno. Como estudiante de bachillerato, entabló amistad con el futuro filólogo Matija Čop.
En 1821 se matriculó en la Universidad de Viena, donde estudió Derecho. En Viena estudió el canon occidental, incluyendo a Homero, Goethe, Dante y los trecentistas italianos, especialmente Petrarca y Boccaccio. También leyó a poetas contemporáneos del Romántico, y fue despedido de un puesto de profesor en el instituto jesuita de Klinkowström por haber prestado un folleto de poesía prohibida a su amigo Anastasius Grün.
En 1828, Después de obtener un doctorado en leyes intentó conseguir una plaza de abogado, pero por sus ideas liberales no le fue concedida y solo pudo acceder a un empleo como asistente en una firma de abogados en Liubliana. Nunca intentó convertirse en un abogado independiente.
En 1846, por fin, le fue concedida una plaza de abogado en Kranj. Dos años después murió en esta ciudad, acompañado únicamente por su hermana, después de haber sufrido la muerte de sus dos mejores amigos: Matija Čop y Andrej Smole, y haber tenido varios amores que nunca tuvieron un final feliz.

### Vida posterior

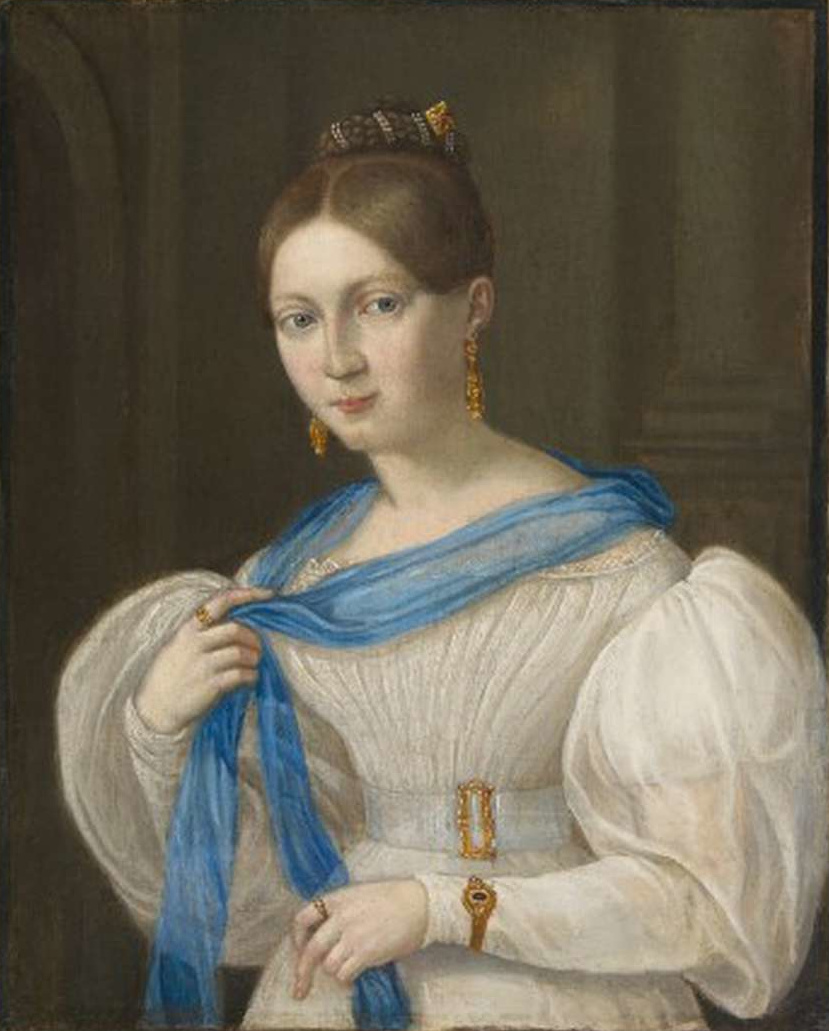
La musa de Prešeren, Julija Primic, en un retrato de Matevž Langus

Tras licenciarse en Derecho en 1828, regresó a Liubliana, donde trabajó como ayudante en el bufete del abogado Leopold Baumgartner. Se esforzó constantemente por convertirse en abogado independiente, llegando a presentar hasta seis solicitudes, pero no tuvo éxito. En 1832, se trasladó brevemente a Klagenfurt con la esperanza de impulsar su carrera, pero regresó a Liubliana al cabo de menos de un año. En la primavera de 1833, conoció a Julija Primic, hija de un rico comerciante, que se convertiría en el amor insatisfecho de su vida. En 1833, se hizo miembro del club social de la alta sociedad de Liubliana, llamado Sociedad del Casino (en esloveno: Kazinsko društvo, en alemán: Casino-Gesellschaft), y conoció a Julija en 1834 y 1835 en el teatro y en los bailes del Edificio del Casino, pero no tuvo el valor de demostrarle directamente sus sentimientos hacia ella. En 1834, empezó a trabajar como ayudante de su amigo Blaž Crobath, quien dejó a Prešeren suficiente tiempo libre para dedicarse a sus actividades literarias. Ese mismo año conoció al poeta romántico checo Karel Hynek Mácha y al poeta croata de origen esloveno Stanko Vraz, con quienes mantuvo largas y fructíferas conversaciones sobre poesía.
Hacia 1836, Prešeren se dio cuenta por fin de que su amor por Julija nunca llegaría a ser mutuo (ella se había casado con otro hombre el año anterior). Ese mismo año conoció a Ana Jelovšek, con la que inició una relación permanente. Tuvieron tres hijos, pero nunca se casaron. Prešeren mantenía económicamente a Ana y la trataba como a su legítima compañera, pero al mismo tiempo mantenía otras relaciones amorosas. También pasó mucho tiempo viajando por Carniola, especialmente al lago Bled, en cuyos paisajes se inspiró para sus poemas. En 1846, Prešeren pudo finalmente abrir su propio bufete de abogados y se trasladó a Kranj con su familia. Allí murió el 8 de febrero de 1849. En su lecho de muerte confesó que nunca había olvidado a Julija.

## Obra
Escribió poemas en sus ratos libres. Su primera poesía impresa apareció en 1827 en la Hoja Iliria en versiones en esloveno y alemán, trataba de la fugacidad de la juventud con agilidad, sin dramatismo y se titulaba A las muchachas (Dekletom / An die Mädchen); sin embargo, se sabe que ya en 1825 le había presentado un grupo de poesías a Kopitar, quién le aconsejó trabajarlas más, pero él las destruyó más tarde casi todas.
Publicó poesías sobre todo en La abejita de Carniola, pero también en la Hoja Iliria, Carniola (ambas publicaciones eran diarios de Liubliana en lengua alemana) y en el Diario agrícola y artesano (Kemtijske in rokodelske novice), fundado en 1843, poesías que recogió más tarde en Poesías del doctor France Prešeren (Poezije Doktora Franceta Prešerna), publicado en 1846, aunque con fecha de 1847.
En la creación de Prešeren pueden distinguirse tres periodos: 
- Uno juvenil, con sus primeras poesías conocidas, entre 1824 y 1830
- Uno de madurez que va desde el año 1830, en que comienza a publicar en La abejita de Carniola, y dura hasta 1840
- Un último entre 1840 y 1846, el año de su traslado a Kranj, que significa el fin de la actividad literaria de Prešeren.

### Primeros años
Los primeros intentos poéticos serios de Prešeren datan de sus años de estudiante en Viena. En 1824 escribió algunos de sus poemas más populares, todavía bajo la influencia de Valentin Vodnik y la rica tradición de la poesía popular eslovena. En 1825, completó una colección de "poemas carniolanos", que mostró al filólogo Jernej Kopitar. Kopitar se mostró muy crítico con los intentos literarios del joven, por lo que Prešeren destruyó toda la colección. El rechazo de Kopitar obstaculizó el desarrollo de la creatividad de Prešeren, que no publicó nada más hasta 1827, cuando su poema satírico "A las doncellas" (Dekletom) fue publicado por el periódico en lengua alemana Illyrisches Blatt (Noticias de Iliria). En 1828, Prešeren escribió su primer poema importante, "Adiós a la juventud". Sin embargo, no se publicó hasta 1830, en el almanaque literario Krajnska čbelica (La Abeja Carniola), creado ese mismo año por el bibliotecario Miha Kastelic en Liubliana. Ese mismo año, la revista publicó otro conocido poema de Prešeren, la primera balada eslovena. Se titulaba "El hombre de agua" (Povodni mož) y era una narración sobre Urška, una coqueta de Liubliana que acabó en manos de un apuesto hombre que resultó ser un hombre de agua.
En 1830, su amigo del instituto, Matija Čop, regresó a Liubliana y restableció los contactos con Prešeren. Čop no tardó en reconocer el talento poético de su amigo y le convenció para que adoptara formas poéticas románicas. Siguiendo los consejos de Čop, Prešeren pronto se convertiría en un maestro del soneto. Sus poemas llamaron la atención del erudito checo František Čelakovský, que publicó varias críticas muy positivas sobre él. Los elogios de Čelakovský fueron muy importantes para la autoestima de Prešeren y le dieron fuerzas para continuar por el camino en el que Čop le había orientado.

### Los años más productivos
Entre 1830 y 1835, Prešeren compuso sus poemas estéticamente más logrados, inspirados en los reveses de su vida personal, especialmente en su amor no correspondido por Julija Primic. Prešeren siguió los consejos de Čop y transformó a Julija en una figura poética que recordaba a La Beatrice de Dante y a La Laura de Petrarca.

#### Una corona de sonetos
Corona de sonetos (Sonetni venec) es el poema más importante de la primera época de Prešeren. Se trata de una corona de 15 sonetos. Se publicó el 22 de febrero de 1834 en el Illyrian Paper. En él, Prešeren unió los motivos de su propio amor infeliz con el de una patria infeliz y subyugada. El poema fue reconocido como una obra maestra por Matija Čop, pero no obtuvo mucho reconocimiento más allá del pequeño círculo que rodeaba a la revista Krajnska čbelica. Además, Julija no quedó impresionada. Comprensiblemente, Prešeren pasó a versículos más amargos.
Su obra más importante, Sonetni Venec (Una Guirnalda de Sonetos) estuvo directamente inspirada por su amor infeliz hacia Julija Primic y con la muerte de su amigo íntimo, el poeta Matija Čop. 
Sonetni Venec tiene una estructura en la cual el último verso de cada soneto es también el primero del siguiente, convirtiendo los cuarenta sonetos en una "guirnalda" en la que ningún soneto podría existir sin los demás. Los primeros versos de los catorce sonetos forman a su vez otro soneto, cuyas letra iniciales forman el acróstico Primicovi Julji, es decir "para Julija Primic". 
La séptima estrofa de su poema Zdravljica (Un Brindis) se convirtió en 1991 en himno nacional de Eslovenia. Prešeren también escribió en alemán, y sus poemas se tradujeron a varias lenguas. Algunos de sus poemas fueron impresos en las dos versiones, alemana y eslovena, cuando aparecieron por vez primera en la prensa periódica.

## Fallecimiento

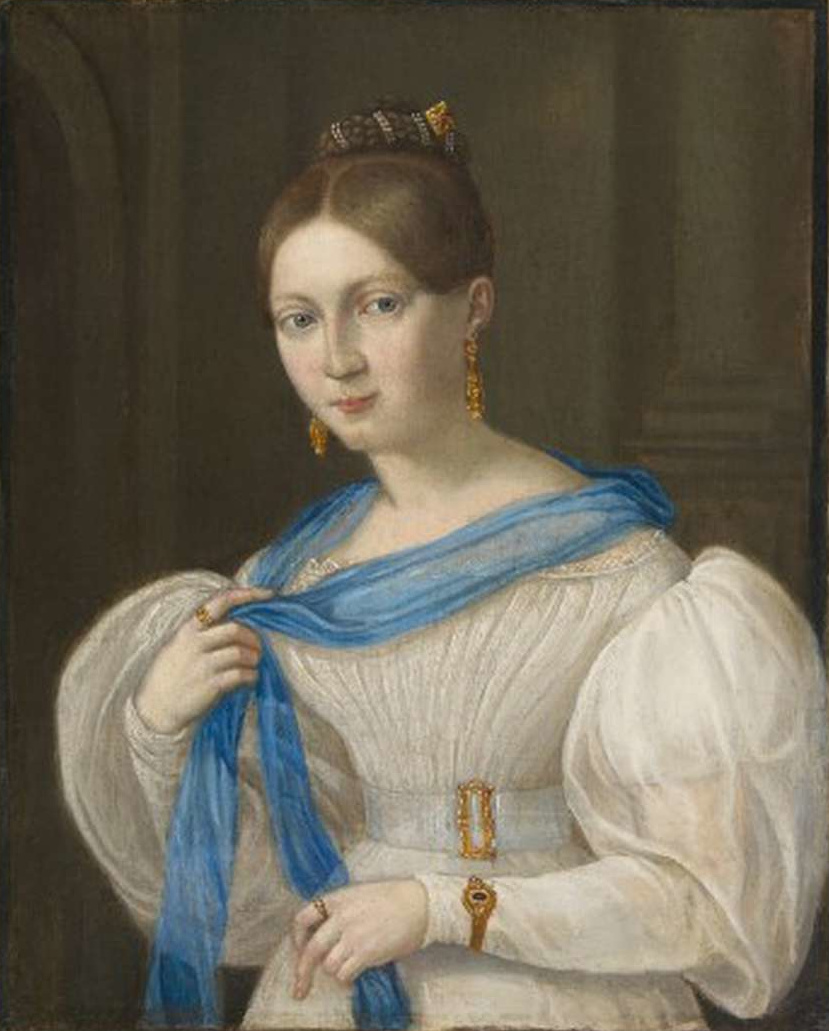
Julija Primic: retrato de 1855 por Matevž Langus.

Falleció el 8 de febrero de 1849 en Kranj, Eslovenia. Tal día se celebra la fiesta de la cultura eslovena, el "día de Prešeren". Prešeren aparecía también en el billete esloveno de 1000 tolares. La plaza Prešeren de Liubliana contiene una estatua del poeta que dirige para siempre su mirada hacia un bajorrelieve de Julija en lo alto de la pared de un edificio al otro lado de la plaza.
El nombre de este autor se germaniza a menudo como "Franz Prescheren", especialmente en documentos antiguos de la época en que Eslovenia pertenecía al Imperio austrohúngaro.